# Isidoro Díaz
Isidoro Díaz Mejía (14 de febrero de 1938 en Acatlán de Juárez, Jalisco), más conocido como El Chololo Díaz, es un exfutbolista mexicano que se desempeñaba en la posición de mediocampista, volante o extremo. Fue el primer anotador en el Estadio Jalisco por el Club Deportivo Guadalajara el 11 de febrero de 1960, el juego en contra del Club Deportivo Oro.

## Futbolista
Se inició jugando en el Club Social y Deportivo Juárez, un equipo amateur cercano a su hogar y se unió a las Chivas por conducto de Filiberto Aceves, quien lo vio jugar con las reservas del Club Deportivo Guadalajara a quienes ganaron 3 a 0, anotando 2 goles. De 1955 a 1968, el Chololo fue inamovible del cuadro titular de Chivas, ya que sería considerado uno de los mejores extremos derechos de su época, desbordando desde la media cancha hasta el área rival se caracterizó por sus centros precisos y un buen cobro de tiros de esquina y tiros libres. Su juego lo convirtió en uno de los consentidos del ingeniero Javier De la Torre director técnico del Campeonísimo, tanto así que lo alineaba casi en todos los partidos convirtiendo su juego en un estándar de la época. Anotó un total de 58 goles con la casaca del Rebaño.
En 1968 pasa a jugar al León por dos temporadas y en 1970 llega al Club Social y Deportivo Jalisco, con Antonio Fábregas Casals como entrenador. Después también jugaría con Naucalpan y Atlas, equipo con el que se retira en 1974.
Con la Selección de fútbol de México tuvo grandes momentos, estuvo seleccionado para las eliminatorias y el mundial de 1962. Fue el autor del primer gol contra Checoslovaquia al minuto 12, en la Copa Mundial de Fútbol de 1962, también participó en el Mundial de 1966 y fue seleccionado para el Mundial de 1970. También estuvo en el III Campeonato Panamericano y en la I y II Copa Concacaf. 
En el 2003, fue incluido en el Salón de la Fama de Jalisco junto con Ignacio Calderón González El Cuate, también exjugador del Club Deportivo Guadalajara.

## Clubes
| Club             | País   | Año       |
| ---------------- | ------ | --------- |
| C.D. Guadalajara | México | 1955-1968 |
| León F.C.        | México | 1968-1970 |
| C.S.D. Jalisco   | México | 1970-1971 |
| C.F. Naucalpan   | México | 1971-1972 |
| Atlas F.C.       | México | 1972-1974 |

## Participaciones en Copas del Mundo
| Mundial                        | Sede       | Resultado        |
| ------------------------------ | ---------- | ---------------- |
| Copa Mundial de Fútbol de 1962 | Chile      | Primera fase     |
| Copa Mundial de Fútbol de 1966 | Inglaterra | Primera fase     |
| Copa Mundial de Fútbol de 1970 | México     | Cuartos de final |

## Palmarés

### Títulos regionales
| Título                   | Equipo      | País   | Año  |
| ------------------------ | ----------- | ------ | ---- |
| Copa de Oro de Occidente | Guadalajara | México | 1955 |
| Copa de Oro de Occidente | Guadalajara | México | 1956 |
| Copa de Oro de Occidente | Guadalajara | México | 1960 |

### Títulos nacionales
| Título               | Equipo      | País   | Año     |
| -------------------- | ----------- | ------ | ------- |
| Primera División     | Guadalajara | México | 1956-57 |
| Campeón de Campeones | Guadalajara | México | 1956-57 |
| Primera División     | Guadalajara | México | 1958-59 |
| Campeón de Campeones | Guadalajara | México | 1958-59 |
| Primera División     | Guadalajara | México | 1959-60 |
| Campeón de Campeones | Guadalajara | México | 1959-60 |
| Primera División     | Guadalajara | México | 1960-61 |
| Campeón de Campeones | Guadalajara | México | 1960-61 |
| Primera División     | Guadalajara | México | 1961-62 |
| Copa México          | Guadalajara | México | 1962-63 |
| Primera División     | Guadalajara | México | 1963-64 |
| Campeón de Campeones | Guadalajara | México | 1963-64 |
| Primera División     | Guadalajara | México | 1964-65 |
| Campeón de Campeones | Guadalajara | México | 1964-65 |

### Títulos internacionales
| Título                                | Equipo (*)  | País      | Año  |
| ------------------------------------- | ----------- | --------- | ---- |
| Copa de Campeones de la Concacaf      | Guadalajara | México    | 1962 |
| Campeonato de Naciones de la Concacaf | México      | Guatemala | 1965 |

(*)Incluyendo la selección